# Роверато (Венеција)
Роверато је насеље у Италији у округу Венеција, региону Венето.
Према процени из 2011. у насељу је живело 355 становника. Насеље се налази на надморској висини од 15 м.